# Jean de Nassau (évêque)
Jean de Nassau ou Jean II de Bamberg (mort en 1329) est prince-évêque-électeur de Bamberg de 1328 à sa mort.

## Biographie
Jean de Nassau vient de la Maison de Nassau qui a de nombreuses ramifications. D'autres membres de la famille font partie des autorités ecclésiastiques : Jean, évêque d'Utrecht (nl) de 1268/1267 à 1288/1290, Diether de Nassau archevêque de Trèves de 1300 à 1307, Gerlier de Nassau archevêque de Mayence de 1346 à 1371...
Au moment de l'élection de Jean de Nassau comme prince-évêque, il y a le pape Jean XXII à Rome et l'antipape Nicolas V. L'empereur est Louis IV.
Jean meurt peu avant de recevoir l'ordination épiscopale.

## Source, notes et références
- (de) Cet article est partiellement ou en totalité issu de l’article de Wikipédia en allemand intitulé « Johann II. (Bamberg) » (voir la liste des auteurs).